# Plagiozopelma magniflavum
Plagiozopelma magniflavum är en tvåvingeart som beskrevs av Daniel J. Bickel och Wei 1996. Plagiozopelma magniflavum ingår i släktet Plagiozopelma och familjen styltflugor.
Artens utbredningsområde är Yunnan (Kina). Inga underarter finns listade i Catalogue of Life.